# Uniwersytet Stanu Karolina Północna
Uniwersytet Stanu Karolina Północna, Uniwersytet Stanowy Karoliny Północnej (ang. North Carolina State University, skrótowo NC State lub NCSU) – uniwersytet publiczny z siedzibą w Raleigh w stanie Karolina Północna. Został założony 7 marca 1887.

## Sławni absolwenci
- Donald L. Bitzer: elektrotechnik, wspólnie wynalazł wyświetlacz plazmowy
- John Edwards: polityk amerykański
- J.J. Hickson: koszykarz
- Rajendra Kumar Pachauri: przewodniczący Międzynarodowego Panelu Klimatycznego (IPCC); wraz z Alem Gorem odebrał Pokojową Nagrodę Nobla
- Henry Shelton: generał armii amerykańskiej
- John Tesh: kompozytor i prezenter radiowo-telewizyjny
- David Thompson: koszykarz, w meczu z rzucił 73 punkty, co jest jednym z najlepszych wyników w historii NBA